# Casa Garre
Casa Garre és un edifici del municipi de Figueres (Alt Empordà) inclòs en l'Inventari del Patrimoni Arquitectònic de Catalunya.

## Descripció
És un edifici situat al centre històric de la ciutat, al costat de la plaça de l'Ajuntament. Es tracta d'un edifici cantoner amb planta baixa i dos plantes més. La planta baixa i el primer pis estan dedicats a local comercial. La façana del carrer Joan Maragall presenta, en vertical, tres balcons de més gros a més petit, i en horitzontal quatre balcons iguals a cada planta. Al primer i segon pis les finestres i finestrals tenen un guardapols neogòtic amb ornamentació floral, a diferència del tercer pis a on apareix el guardapols però no la decoració floral. La façana del carrer Girona, presenta una mateixa distribució de tres balcons amb guardapols de més gros a més petit. Tots els balcons són independents excepte el del primer pis de la cantonada que té balconada correguda entre les finestres que donen al Carrer Girona i la primera finestra que dona al Carrer Joan Maragall. Té cornisa, barana amb balustrada i terrassa que cobreix l'edifici. La façana en vermell, està plena de canals i fils elèctrics.

## Història
Possiblement formés part de la mateixa finca —actualment nº 7— de la casa del costat. Hi havia portes de comunicació en la paret mitgera. Sé suposa que devia ser tot del mateix amo i que ho va dividir entre dos germans. Fa 70 anys l'edifici va ésser comprat per la família Garre.